# Gonomyia dipterophora
Gonomyia dipterophora är en tvåvingeart som beskrevs av Alexander 1948. Gonomyia dipterophora ingår i släktet Gonomyia och familjen småharkrankar. Inga underarter finns listade i Catalogue of Life.